# کتی جی. واردن
کتی جی. واردن (انگلیسی: Kathy J. Warden؛ زادهٔ ۱۹۷۰) کارآفرین و مدیر اجرایی اهل ایالات متحده آمریکا است، که هم‌اکنون به‌عنوان مدیرعامل نورثروپ گرومن فعالیت می‌کند، همچنین از اعضای هیئت مدیره بانک فدرال رزرو ریچموند می‌باشد.
واردن متخصص امنیت سایبری و فناوری اطلاعات است. او در اوایل دوران حرفه‌ای خود، نزدیک به یک دهه برای جنرال الکتریک کار کرد و در شرکت‌های وریدی‌ کورپوریشن و جنرال داینامیکس سمت‌های اجرایی داشت. واردن همچنین مدیر یک شرکت سرمایه‌گذاری خطرپذیر بود و به شرکت‌ها در بهبود مدل‌های کسب‌وکار و خدمات نشر الکترونیکی کمک می‌کرد.
وی در سال ۲۰۰۸ به‌عنوان معاون مدیرعامل و مدیر کل بخش امنیت سایبری نورثروپ گرومن به این شرکت پیوست. او از ۲۰۱۸ تا ۲۰۱۹ مدیر عملیات این شرکت بود و از سال ۲۰۱۹ مدیرعاملی نورثروپ گرومن را برعهده دارد. 